# Philippe Kourouma
Pour les articles homonymes, voir Kourouma.
Philippe Kourouma, né le 29 novembre 1932 à Samoé et mort le 10 février 2009, était l'évêque guinéen du diocèse catholique romain de N'Zérékoré.

## Biographie
Philippe Kourouma était l'évêque guinéen du diocèse catholique romain de N'Zérékoré du 15 décembre 1979, jusqu'à sa retraite le 27 novembre 2007.
Il est resté évêque émérite du diocèse de sa retraite jusqu'à sa mort le 10 février 2009, à l'âge de 76 ans.